# Freccia Vallone 1963
La Freccia Vallone 1963, ventisettesima edizione della corsa, si svolse il 6 maggio 1963 per un percorso di 213 km. La vittoria fu appannaggio del francese Raymond Poulidor, che completò il percorso in 6h08'39" precedendo gli olandesi Jan Janssen e Peter Post.
Al traguardo di Charleroi furono 45 i ciclisti, dei 115 partiti da Liegi, che portarono a termine la competizione.

## Ordine d'arrivo (Top 10)
| Pos. | Corridore             | Squadra                     | Tempo    |
| ---- | --------------------- | --------------------------- | -------- |
| 1    | Raymond Poulidor      | Mercier-Hutchinson-BP       | 6h08'39" |
| 2    | Jan Janssen           | Pelforth-Sauvage-Lejeune    | a 11"    |
| 3    | Peter Post            | Dr. Mann                    | s.t.     |
| 4    | Georges Vanconingsloo | Solo-Terrot-Van Steenbergen | s.t.     |
| 5    | Willy Bocklant        | Faema-Flandria              | a 13"    |
| 6    | Pino Cerami           | Peugeot-BP                  | s.t.     |
| 7    | Clément Roman         | Faema-Flandria              | s.t.     |
| 8    | Armand Desmet         | Faema-Flandria              | s.t.     |
| 9    | Willy Vanden Berghen  | Mercier-Hutchinson-BP       | a 18"    |
| 10   | Tom Simpson           | Peugeot-BP                  | a 23"    |